# Camissonia californica
Camissonia californica es una especie de planta herbácea perteneciente a la familia Onagraceae. En inglés es conocida con el nombre común de California suncup. Es nativa de  California, Arizona y regiones adyacentes del noroeste de México, donde crece en comunidades vegetales de matorrales y chaparrales. 

## Descripción
Esta es una hierba anual que produce una roseta basal de hojas y luego surge un esbelto y erecto tallo que puede superar los 1,5 metros de altura. Las hojas más grandes se encuentran en el nivel del suelo, en la roseta; los del tallo son pequeñas y filiformes. La parte superior del tallo es una inflorescencia con pedicelos muy espaciados. Cada flor forma una taza con los cuatro pétalos de color amarillo brillante, a veces con manchas rojas cerca de las bases. Detrás de las flores tienen cuatro pequeños sépalos, que son verdosos. El fruto es una cápsula cilíndrica 4-10 centímetros de largo.

## Ecología
De esta planta se alimentan las larvas de las polillas Alypia ridingsii.

## Galería

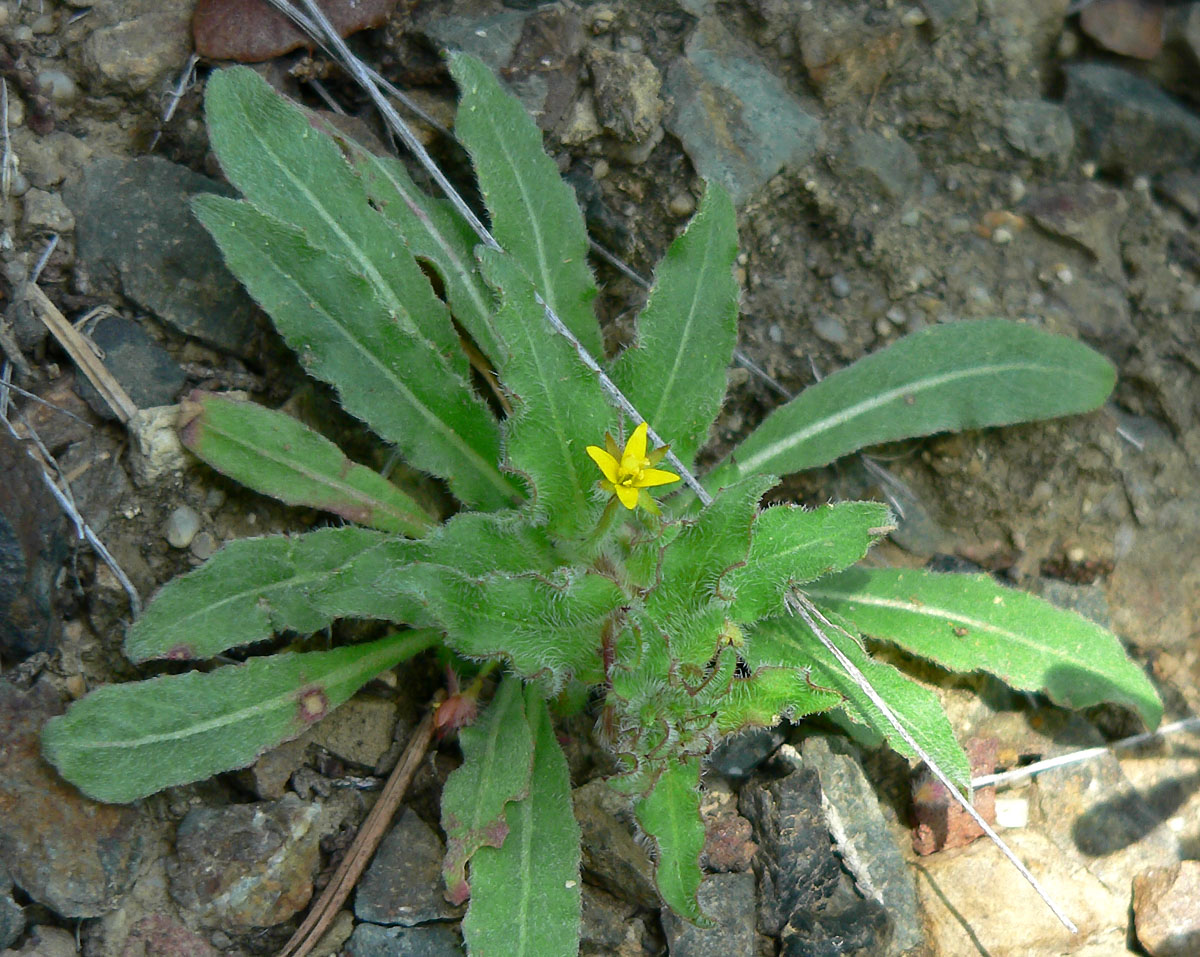
Roseta
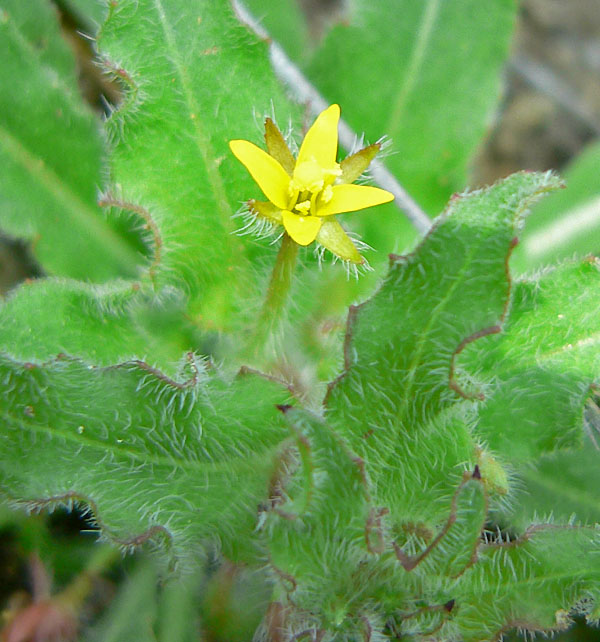
Tallo floral
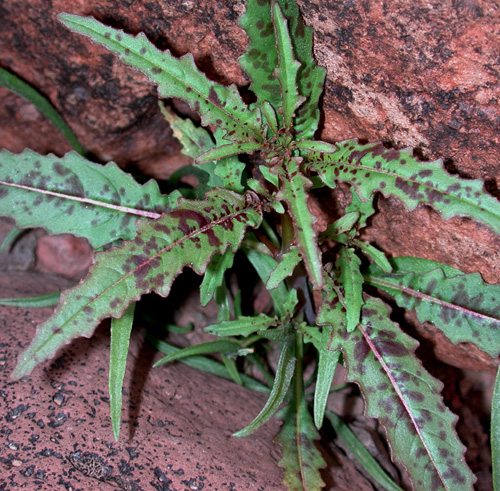
Hojas